# 쿠라 안노나이

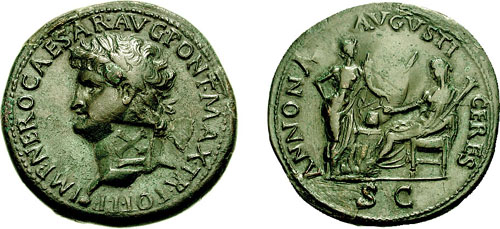
반대면에 곡물 공급을 인격화한 안노나, 구제품이 놓인 장소의 신전의 주인인 케레스를 묘사한 네로 황제의 주화

쿠라 안노나이(Cura Annonae)는 로마의 여신 안노나를 기리며, 도시 로마의 거주민들에 대한 곡물 수입과 분배를 묘사하는 데 사용되었던 고대 로마의 용어이다. 콘스탄티누스 대제(재위: 306–337년)의 비잔티움 개축 이후, 제국의 수도가 된 콘스탄티노폴리스도 자기만의 쿠라 안노나이가 있었다. 로마는 서기 2세기에 백만 명으로 그 수가 추정되는, 인구가 소비하는 곡물의 대부분을 수입했다. 이 활동의 중요한 점은 무료로 혹은 보조금이 지급된 곡물과 나중엔 빵을 로마시의 빈민들에게 나눠주던 정부 프로그램인 구제 곡물이었다. 이 곡물은 거의 20만 명에게 분배되었으며, 인류 초창기의 장기 지속적인 사회안전망의 예시이다.
구제 곡물의 규칙적이고 예상 가능한 공급은 로마의 지도부가 시인 유베날리스가 풍자적으로 칭한 '빵과 서커스'를 공급함으로써 다루기 힘든 로마 도심 인구들의 평온을 유지하려는 계획의 일부였다. 서기 22년에, 티베리우스 황제는 만일 쿠라 안노나이가 소홀히 된다면 '국가의 완전한 멸망'으로 이어질 것이라 말한바 있다.
주로 듀럼 밀인 곡물의 가장 핵심적인 근원지는 이집트, 북아프리카 (오늘날의 리비아, 튀니지, 알제리, 모로코), 시칠리아였다. 이들 지역에서 로마로 바다를 통해 곡물을 수송하는 계획은 일부 매우 거대한, 수백 척의 수많은 배들과, 이 곡물들을 수취하여 로마로 분배해내는 방대한 체계가 필요했다. 곡물 교역에 관한 고고학적 흔적들은 곡물의 부패성 때문에 산발적인데, 이런 점은 고고학자들이 곡물 교역을 추적하는 데 어려움을 겪게 하였다.
로마시의 인구는 서로마 제국의 마지막 세기인 5세기, 그리고 6세기 동안에 급격히 감소하였다. 언제 쿠라 안노나이가 끝나게 되었는지는 알려져 있지 않으며 6세기까지는 지속되었을 수 있다.

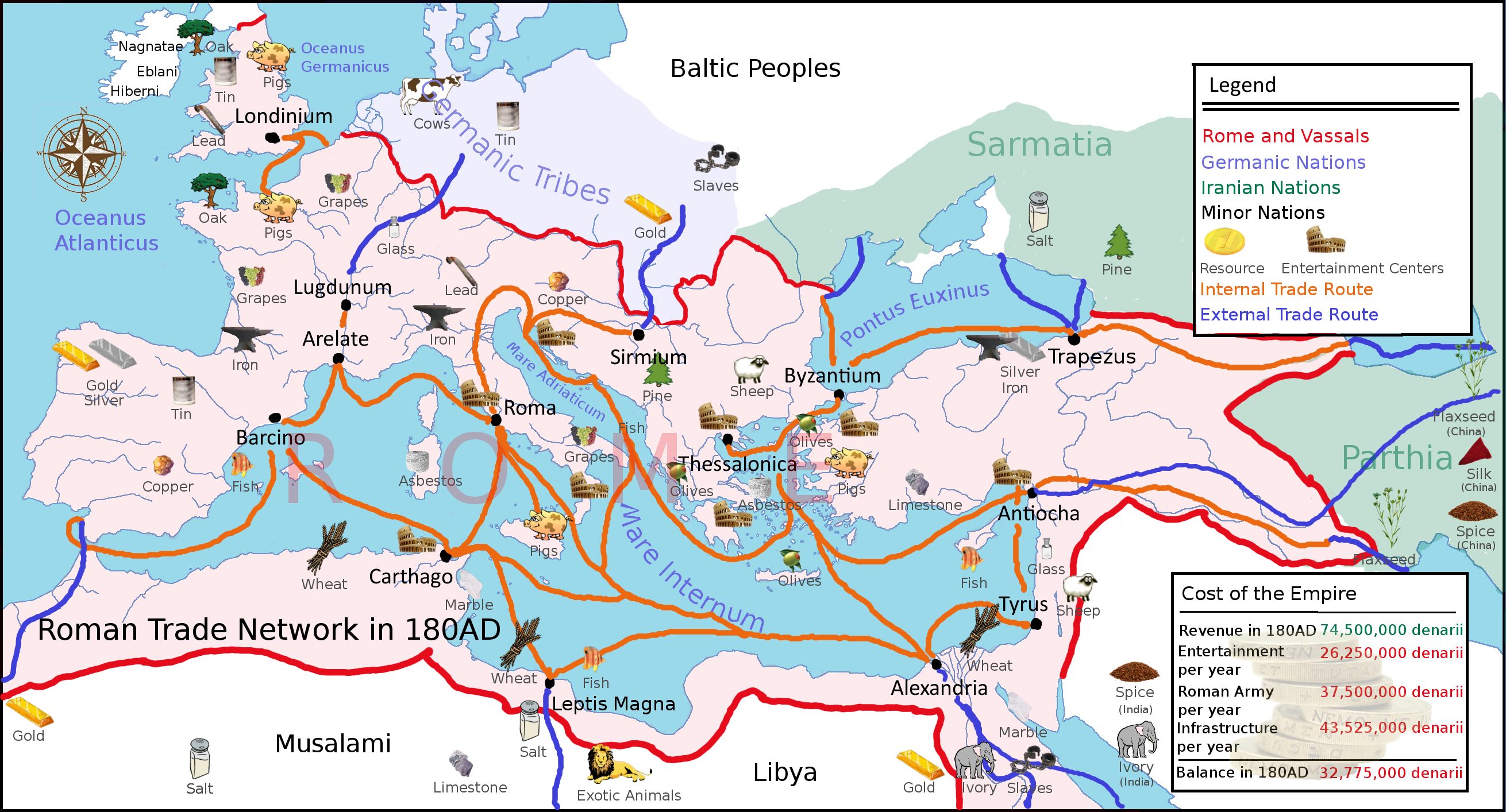
서기 180년의 로마 교역로.

## 구제 곡물의 역사
로마시는 로마 공화정과 제정 시기에 급속히 성장하여, 서기 2세기에 인구가 백만 명에 도달하였다. 로마의 인구는 식량 수요를 충족시켜주는 인근 농업 지역의 생산량을 넘어섰다. 로마의 상업적 곡물 수입에 대한 수요외에도, 무료 또는 보조금이 지원된 곡물이 로마 인구에 많은 비율들에게 분배되었다.
로마 공화정 초기(기원전 509-287년)에, 로마 행정당국은 시민들에게 무료 혹은 보조금이 지원된 곡물을 분배하는 데 간헐적으로 개입했었다. 가이우스 그라쿠스가 제시하고 로마 민회의 승인을 받은 곡물법과 함께 기원전 123년에 정기적인 분배 시작되었다. 로마의 성인 남성 시민 (연령 14세 이상)들은 한달마다 곡물 5 모디우스, 대략 33kg을 시장 가격 아래에 살 권한이 있었다. 대략 40,000명의 성인 남성이 이런 곡물 구입 권한이 있었다. 기원전 62년과 58년에 곡물 지원을 받는 로마인의 수는 늘어났고 곡물은 수취자의 제한을 받지 않게 되었다. 율리우스 카이사르가 150,000명으로 줄이기 이전, 무료 혹은 부조금이 지원된 곡물 수취자들의 수는 320,000명까지 늘었을 것으로 추정되며, 그 뒤에 아우구스투스가 200,000명으로 정하였고, 이 수는 서로마 제국 멸망까지 거의 안정적으로 유지되었다.
서기 3세기에, 구제 곡물은 아마 셉티미우스 세베루스 (재위: 서기 193-211년) 시기에 빵으로 대체되었다. 세베루스는 또한 로마 거주민들에게 올리브유를 지급하기 시작했고, 그 뒤에 아우렐리아누스 황제 (재위: 270-275년)는 포도주와 돼지고기 분배를 시행하였다. 구제 빵, 올리브유, 포도주, 돼지고기는 도시 로마의 인구 감소가 수요로 한 식량의 양을 줄였을 테지만, 그럼에도 서기 476년 서로마 제국 멸망에 가까운 시기까지 분명히 지속되었다.
로마 제정 초기의 구제 곡물은 도시 로마에서 수입하고 소비한 전체 곡물의 15-33 퍼센트를 차지했을 것으로 추정된다.

## 공급
기원전 200년 말쯤부터 곡물이 사르데냐와 시칠리아에서 로마로 배로 실어 보내졌다. 기원전 1세기 밀의 주요 원산지 세 곳은 사르데냐, 시칠리아, 그리고 북아프리카 지역, 정확히는 고대 카르타고가 자리잡았던 튀니지였다.  이집트의 로마 제국으로 합병 및 아우구스투스의 통치(재위: 기원전 27년 - 서기 14년)로, 이집트는 로마를 위한 곡물 공급의 근원지가 되었다. 서기 70년대 무렵에, 역사가 요세푸스는 아프리카가 로마를 1년에 8달 그리고 이집트가 4달을 먹여 살렸다고 주장하였다. 그의 발언은 시칠리아의 곡물을 간과하고, 아프리카의 중요성을 과대평가했을 수도 있지만, 아프리카와 이집트가 로마의 가장 중요한 곡물 근원지였다라는 것에 대해 역사가들 사이에선 거의 의심할 여지가 없다. 곡물 공급이 로마에 적절하게 되도록 하는 것을 안정도록 하기 위하여, 기원전 2세기에, 그라쿠스는 카르타고 인근에 이주민 6,000명을 정착시켰고, 그들 각자에게 대략 곡물을 기를 25 헥타르 (62 ac) 땅을 주었다.
빵으로 만들어지는 곡물은 로마인들의 식단에서 가장 중대한 요소였다. 일부 학자들은 도시 로마를 공급하는 데 필요로 한 곡물의 총량을 추정해보려 하였다. Rickman은 로마가 인구를 먹여 살리는 데 연당 곡물이 4천만 모디우스 (200,000 톤)가 필요했다고 추정하였다. Erdkamp는 필요로 된 양이 최소 150,000 톤이 될 것이라 추정했고, 로마 거주민들이 1년에 소비하는 곡물의 양이 200 킬로그램 (440 lb)이라 계산하였다. 이 수치를 계산하여 가정된 로마의 총인구는 750,000명과 백만 명 사이였다. David Mattingly와 Gregory Aldrete는 백만 명의 거주민들을 위해 237,000 톤의 수입된 곡물이 필요했다고 추정했다. 이 곡물의 양은 육류, 해산물, 과일, 콩류, 채소 및 유제품 같은 다른 식품들을 포함하지 않고 인당 매일 2,326 칼로리를 제공했을 것이다. ‘히스토리아 아우구스타’는 세베루스가 1년에 1인당 빵 225 킬로그램 (496 lb)을 800,000명에게 줄 정도로 충분한 270만 모디우스를 비축해 두었다고 하였다.

## 운송

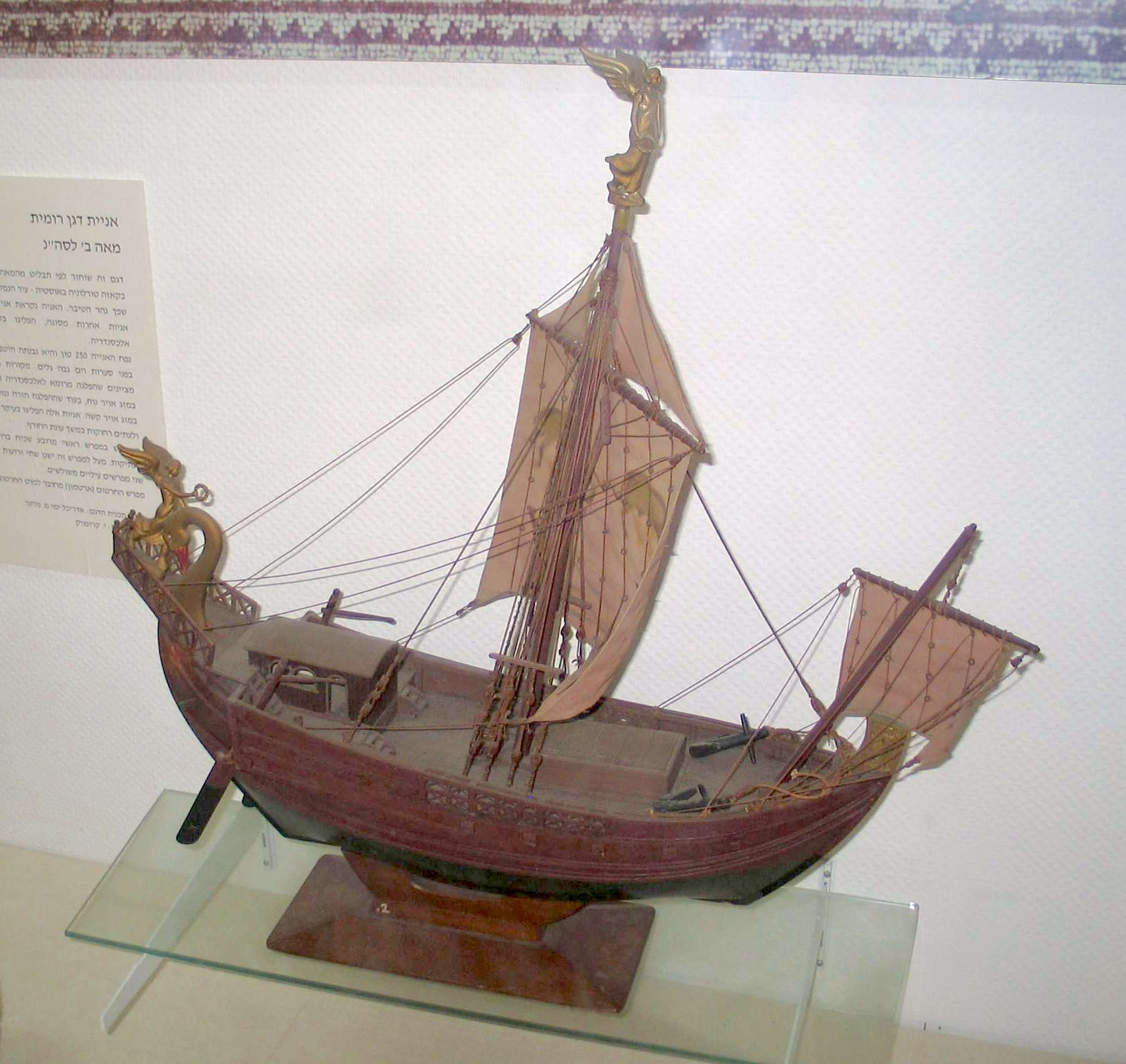
로마의 소형 곡물선의 모델. 대형선의 경우에는 돛대가 세 개가 있었다.

기원전 30년의 이집트 알렉산드리아와 알렉산드리아의 항구.

로마와 곡물 공급의 중심지들 (이집트, 북아프리카, 시칠리아, 아마 그 외의 곳들)을 연결하는 해로들은 전략적 중요성을 띠었다. 곡물 공급을 통제하는 자라면 누구든지 도시 로마에 대한 중요한 통제 수단을 지닌 것이었다. 로마는 수입 곡물의 신속한 도착에 의존하고 있었다.
로마로 향하는 곡물의 감시는 로마인들의 주요 해운 및 행정 업무였다. 육상 수송으로는 로마의 수요를 감당할 수 없었다. "지중해의 끝에서 다른 곳으로 곡물을 배로 수송하는 것이 육상에서 곡물을 수레에 실어 120km를 나르는 것보다 저렴했다." 따라서, 항해에 적합한 곡물선으로 된 대규모 선단이 상대적으로 가까운 시칠리아와 사르데냐에서, 좀 더 먼 북아프리카에서, 그리고 훨씬 더 먼 거리의 이집트에서 수송을 하는 일을 하는 데 필요했다. 직선 항로 거리 면에서 (항해하는 선박들은 보통 직선 항로로 움직이지 않음), 시칠리아에서 로마까지 거리는 500 킬로미터 (310 mi), 북아프리카의 카르타고에선 600 킬로미터 (370 mi), 이집트에선 2,000 킬로미터 (1,200 mi)였다.
지속적인 곡물 공급을 위해 확실히 하게 위해, 지중해 해로는 로마 해군에 맡겨진 지속적인 군사 업무였던 해적 행위의 위험에서 벗어날 필요가 있었다. 로마의 해군은 그들의 해군은 현대의 해군과 유사한 의미에서 자율적인 군종은 아니었고, 특히나 로마가 로마가 지중해 모든 해안을 합병하고 나서는 더욱 그랬다. 정기적인 해적 퇴치 임무를 행하는 것 외에도, 로마인들이 해군이라 생각하던 선박들의 일부 선박들은 로마의 곡물 수입의 상당량을 실제로 나르기도 했다.
오스티아 (로마 인근)와 푸테올리 (나폴리 인근)의 항구에서 이집트의 알렉산드리아까지 항해 시간은 짧으면 14일 정도였을 것이다. 로마로 돌아가는 데는 바람이 역방향이고 선박들이 해안선을 끼고 연안 항해 방식으로 갔기에 훨씬 많이 걸렸다. "알렉산드리아에서 로마로 향하는 항해는 지속적인 역풍과 싸움이었다." 라이오넬 케이슨은 이 항해가 거의 70일이 걸렸다고 추정했다. 곡물은 선박의 짐칸에 그냥 실어지기보다는 부대에 넣어져 수송되었다. 케이슨은 출항하는 화물선이 "오스티아나 포추올리에서 알렉산드리아까지 순풍을 타고 10일에서 14일을 내려갔고, 곡물을 잔뜩 실은 귀항은 최소 한 달, 어쩔 때는 두 달이나 그 이상이 걸렸다" 고 추측했다. 또한 손으로 곡물을 배에서 싣고 나르는 데 필요한 시간을 고려할 때, 이집트에서 로마로 향하는 항로의 선박들은 1년에 왕복 운행이 한 번만 가능했을 것이다. 1년에 몇 차례의 왕복 운행은 북아프리카나 시칠리아에서만 이뤄졌을 것이다. 스페인도 올리브유의 주요 원산지였고, 곡물 역시도 마찬가지였을 것으로 본다.
이집트 곡물: 고대 이집트의 곡물 수확 시기는 4월부터 6월 초였다. 매년의 나일강 범람은 6월에 시작되어서 수확은 강물이 농지를 덮어버리기 이전에 마쳐야만 했다. 이집트의 곡물은 로마가 농부들에게서 세금으로서 얻었다. 곡물은 나일강의 다양한 지류들에서 바지선을 통해 알렉산드리아 남쪽과 접하는 마레오티스 호수 쪽으로 대부분이 운송되었다. 그곳에서 상태를 검사하고, 통과하면, 운하를 통해 알렉산드리아 항구로 전해지며, 거기서 로마로 향하는 배에 실어진다.
북아프리카 곡물: 로마로 곡물 수출을 했을 것으로 보이는 지중해 지역의 항구 29개 (이집트 제외)를 오늘날의 리비아에서 모로코에 이르는 지역인 북아프리카에서 고고학자들이 발견하였다. 이 중 가장 큰 곳은 카르타고였을 것이다. 이 지역들에서 항해가 가능한 강이 부족했던 것을 고려하면 곡물은 육상으로 항구에 수송되어야 했을 것이고, 이런 점은 육상 수송 비용 때문에 곡물이 항구 가까이에서 길러졌다는 것을 나타낸다. 곡물은 아마도 네 마리의 노새가 끄는 바퀴 네 개 달린 수레로 운송되었을 것이며, 각 수레는 350 킬로그램 (770 lb)에서 500 킬로그램 (1,100 lb)을 날랐다. 고대 키레나이카 (리비아)의 곡물은 이른 수확 때문에 다른 지역들에선 수확이 이뤄지기 전에 로마에 곡물 공급이 가능했었기에 중요했을 수도 있다. 매년 곡물 선단의 첫 도착은 로마에서 열렬히 기다리던 행사였다.
최종 과정: 테베레강 하구에 있는 오스티아 항구에 도착한 곡물들은 수송선에서 내려져 바지선에 실어지며, 이 바지선은 도시 로마 쪽으로 인력이나 동물의 힘을 빌려 대략 30km의 강물을 거슬러 올라간다. 로마에 도착한 곡물은 호레아(horrea)라 불린 거대한 창고에 보관되어, 필요할 때 꺼내졌다. 대부분의 호레아들은 1세기부터 국가 소유물이었다.

## 선박
수백 혹은 수천 척이 로마로 곡물을 수송하는 데 필요했다. 로마 당국은 곡물 수송을 위한 대형 선박 건조를 장려했다. 일부 선박들은 50,000 모디우스 (350 톤) 혹은 그 이상을 수송할 수 있는 적재량을 지녔다. 더 큰 적재량 지닌 선박들이 루키아노스와 사도 행전에서 제시된바 있기도 하다. 곡물 수송은 특별한 문제점들을 띠었다. 곡물은 발아 및 해충들의 감염, 곰팡이를 막기 위해 서늘하고 건조하게 있어야 했고 수송선의 항해에 영향을 미칠 수 있는, 선체의 공간에서 양쪽으로 움직이는 걸 예방해야 했다. 젖은 곡물은 팽창하여 선체의 사이드보드를 갈라놓아 배를 침몰시킬 수 있었다.

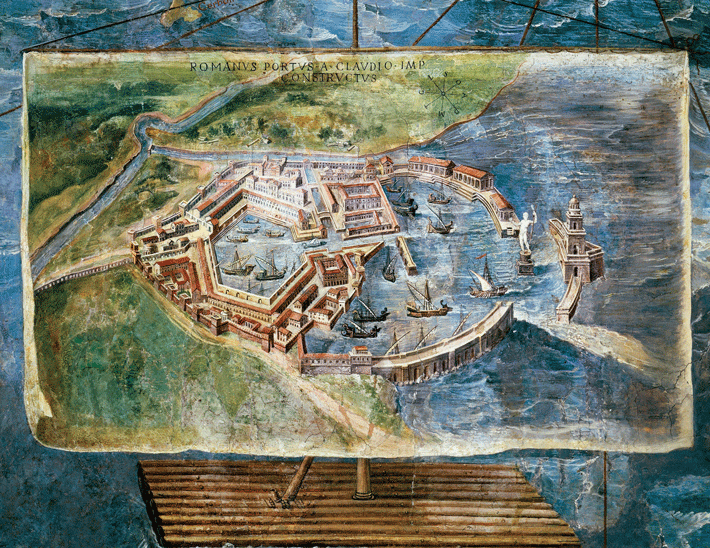
도시 로마가 쓰기 위해 서기 113년경에 지어진 포르투스의 상상화.

서기 150년경 루키아노스는 그리스 피레아스에서 정박 중이던 매우 거대한 곡물선 한 척을 묘사하였다.  이시스는 길이 55 미터 (180 ft)에 그것의 4분의 1이 넘는 빔이 있었다. 갑판에서 화물창의 바닥까지는 13 미터 (43 ft)였다. 케이슨은 이시스의 적재량이 곡물 1200에서 1300 톤으로 계산하였다. 이 계산은 고고학적 발견물들로 증명되지는 않았다. 곡물선들은 로마의 군선들처럼 노꾼들의 노가 아니라 돛에서 완전한 추진력을 받았다.
케이슨은 이집트 알렉산드리아에서 로마로 향하는 항해를 복원해보았다. 알렉산드리아를 출항한 곡물선은 맨 처음엔 키프로스가 있는 북동쪽으로 움직였을 것이고, 그 다음엔 서쪽 방향인 소아시아 (현재 터키)의 남쪽 해안을 지나, 크레타 남쪽 연안을 끼고 통과하며, 필요에 따라 항로의 여러 항구 중 한 곳에 정박한다. 크레타에서 곡물선은 몰타섬 쪽인 서쪽으로 지중해를 가로질러 나아갔을 것이며, 행선지는 시라쿠사와 메시나 해협이었다. 메시나 해협을 지난 후, 대형 곡물선은 나폴리 인근 푸에톨리 항구나, 서기 113년경에 항구 개선이 이뤄진 뒤에는 로마 인근 오스티아 항구에 정박했을 것이다. 푸에톨리에서 대형선의 화물들은 소형선으로 내려지고, 소형선들이 오스티아로 출발했을 것이다. 북아프리카나 이집트에서 오는 소형 선박들은 적재물을 내리러 오스티아로 곧장 갔을 수 있다.
바울로의 항해: 서기 62년의 사도 바울로의 경험담은 이집트에서 로마로 향하는 항해의 위험성을 나타냈다. 바울로는 소아시아에서 로마행 곡물선에 탑승했다. 그 배는 컸고, 선원과 승객들을 포함해 276명이 탑승했다. 항해는 속죄의 일 (보통 10월 초) 이후인 항해 시기가 끝날 무렵에 이뤄졌고, 바람은 역풍이었다. 크레타의 남쪽 해안을 따라서 가는 일반적인 항로를 지난 후, 바울로의 배는 항로에서 벗어나 몰타섬에 좌초했다. 그는 몰타섬에서 겨울을 쇘고, 그 뒤에 푸에톨리와 로마로 향하였다.
선주: 곡물 교역에 동원된 선박들은 개인 소유였다. 로마 당국은 선박 건조와 곡물 교역을 촉진하도록 보조금을 부여하고 세금 면세를 해주었으며, 선주들에게 보험의 일종을 제공하며 해상 수송에 대한 위험을 감수하였다.

## 도정과 제빵

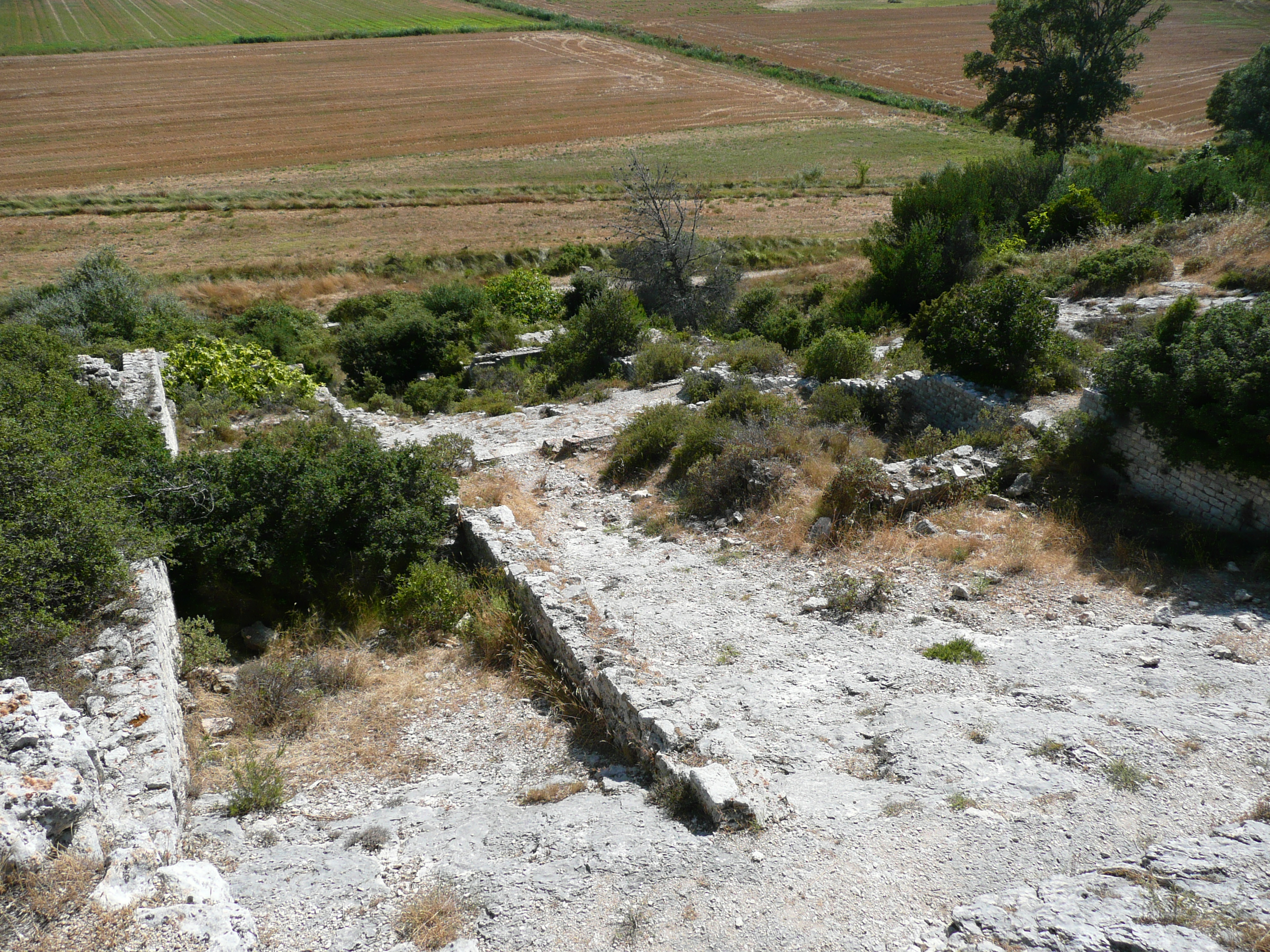
바르브갈의 상수식 수차 16개는 가장 큰 고대 제분 단지라 여겨진다. 산출량은 아를 전체를 먹여 살릴 만큼 충분하였다.

빵은 로마인들의 식단에 가장 중요한 요소였다. 빵을 만드는 곡물의 부족이나, 곡물 가격의 급증은 로마 행정 당국의 안정성에 영향을 미쳤던 민중들의 폭동을 포함하여, 심각한 정치적 결과를 일으킬 수 있었고 종종 그런 사태가 발생했었다. 구호 곡물은 로마의 빈곤층들에게 매달마다 분배되었다. 곡물은 구호품에 대한 자격에 해당하지 않는 이들이나, 구호를 받고 추가적인 곡물이 필요한 이들에게는 판매가 이뤄졌다. 그렇지만 어떻게 곡물이 로마의 시장에서 판매가 되었는지에 대한 자세한 사항들은 "주요 수수께끼"로 남아있다.
로마 공화정 및 제정 초기 시기에, 곡물을 받은 사람들은 그것을 가루로 내기 위해 로마에 있는 많은 소규모 제분소에 가져갔고 그 다음에 가루를 낸 곡물을 가정용 오븐이나 공동 오븐, 로마의 모든 거리마다 있던 빵집 중 한 곳에서 빵으로 구웠다. 곡물에 쓰는 손으로 조종하는 제분기가 기원전 5세기 그리스에 알려졌고, 아마 얼마 안 있어 로마에도 전파됐을 것이다. 개인용 가정이나 소수의 다세대에서 쓰인 수동으로 조종하는 제분기는 곡물을 가루로 가는 것을 조금밖에 하지 못했다. 훨씬 많은 산출량을 지닌 동물 (보통 당나귀)을 사용한 제분기가 기원전 3세기 로마에서 등장했고, 설립된 빵집들은 동물이 끄는 방식을 채택한 방식과 수반했을 것이다. 더 많은 산출량을 지닌, 수력을 이용한 제분기는 기원전 1세기에 처음으로 사용되었지만, 특히 수도교 등의 기간 시설에 많은 투자를 필요로 했으며, 로마시에 대한 수력 방식을 사용한 곡물 제분은 서기 2세기 말 혹은 3세기까지 이뤄지지 못했다.
꾸준한 수원 공급이 수력 제분기에 필요했고 이 수원은 브라차노 호수의 인근 샘천에서 로마 성벽 바깥에 있는 야니쿨룸 언덕으로 대략 40kM 정도 거리에서 물을 끌어오는 아쿠아 트라이아나라는 수도교에서 충당하였다. 이 수도교는 서기 109년에 준공되었고 끌어온 물은 처음에는 식수나 목욕물로 사용되었다. 곡물 분배 체계가 야기한 서기 190년의 기근 (그리고 이에 따른 폭동들)은 셉티미우스 세베루스 황제 시기 로마 정부가 이 일에 개입하고 대중들에게 나눠주는 곡물을 곡물 가루로 바꾸는 데 영향을 주었다. 야니쿨룸에 건설된 제분기들은 로마 시내의 도정 활동들을 중앙집권화하고 조직화하려는 의도였다. 수력 제분기가 가동된 시기의 추정 시기는 다양하며, 3세기 초에 이뤄졌을 것으로 추정된다.
로마 시민들에게 곡물을 공급한 것을 곡물 가루로 공급하기로 바꾼 것은 많은 문제점들을 가져왔다. 곡물 가루는 곡물보다 손상되기 쉬웠기에, 분배가 훨씬 자주 이뤄줘야 했을 것이다. 수력 제분기에서 만들어진 곡물 가루에 대한 초기 분배 체계에 대해선 거의 알려진 것이 없다. 아우렐리아누스 황제 (재위: 서기 270-275년)가 곡물 혹은 곡물 가루에서 빵으로 식량 분배 체계에 대한 변화를 시작하거나 완료하고, 민중들에게 분배되는 구호품에 올리브유, 소금, 돼지고기를 추가한 것으로 여겨진다. 이 구호품들은 아우렐리아누스 이전엔 간헐적으로 배분됐었다. 아우렐리아누스는 또한 무료 빵과 구호품을 얻지 못하던 로마인들에게 분명히 인기가 있었던 조치인, 가격 상승 없이 빵덩어리 크기를 늘렸다고도 여겨지기도 한다. 서기 4세기에, 로마는 290개 곡물 창고와 빵집 254개가 있었고, 이들은 행정 당국에 규제되고 감시를 받았으며 이들과의 협조를 분명히 하는 특권들도 받았다.

## 쿠라 안노나이의 끝
도시 로마의 인구는 서기 1세기 말부터 3세기까지 백만 명 이상에 도달했을 것이며 그 후로 서기 400년 무렵에 700,000-800,000명으로, 452년에는 400,000명과 500,000년 사이로 감소했고, 그 후 서기 500년에는 인구가 겨우 100,000명 정도였으며, 중세에 들어선 더욱 감소하였다. "인구, 작아진 군대, 인구를 부양할 더 많은 땅들의 감소"로 인해, 로마는 대량의 제분기, 창고, 빵집, 항구, 운송 시설들이 필요하지 않았다. 6세기 초에 글을 기록을 남긴, 카시오도로스는 많은 인구 감소와 많은 제분기 등을 언급했다. "과거 로마인들의 방대한 인구 수는 이들의 식량 공급이 시작된 넓은 속주들 ...그리고 장식 용도가 아닌, 실제 사용 용도로 만들어 졌을 거대하고 다수의 제분기 등에서 확인이 된다."
쿠라 안노나이가 종료된 시기는 알려져 있지 않으며, 6세기까지 지속되었을 수 있다. 서기 500년, 동고트족의 테오도리쿠스 대왕은 로마를 방문하여 거주민들에게 식랑을 약속했으며, 쿠라 안노나이를 복구하거나 지속했을 수 있다. 서기 537년, 비잔티움 제국의 장군 벨리사리우스와 그의 병력은 로마에서 동고트족들의 포위되었다. 고트족들은근히 로마의 제분기에 물을 대던 수도교를 막아버렸고, 이에 따라 로마 곡물 가루를 생산량을 제한시켰다. 벨리사리우스는 곡물을 빻고 로마 시민들에게 빵 공급을 계속하게 할 선박 제분기를 테베레강에 설치하였다.
콘스탄티노폴리스에선, 곡물 공급이 비잔티움-사산 전쟁 (602-628년) 기간 사산 제국에 최초이자 일시적으로, 이슬람의 이집트 및 레반트의 대부분을 정복 기간에 라시둔 칼리파에 영구적으로 이집트를 상실함으로써 끝나고 말았다.  헤라클레이오스 황제 (재위: 610-641년)는 호스로 2세 샤한샤  (재위: 590-628년)에게 621년에 알렉산드리아를 점령당한 뒤에 곡물 공급을 중단할 수밖에 없었다.

## 정치와 곡물 분배

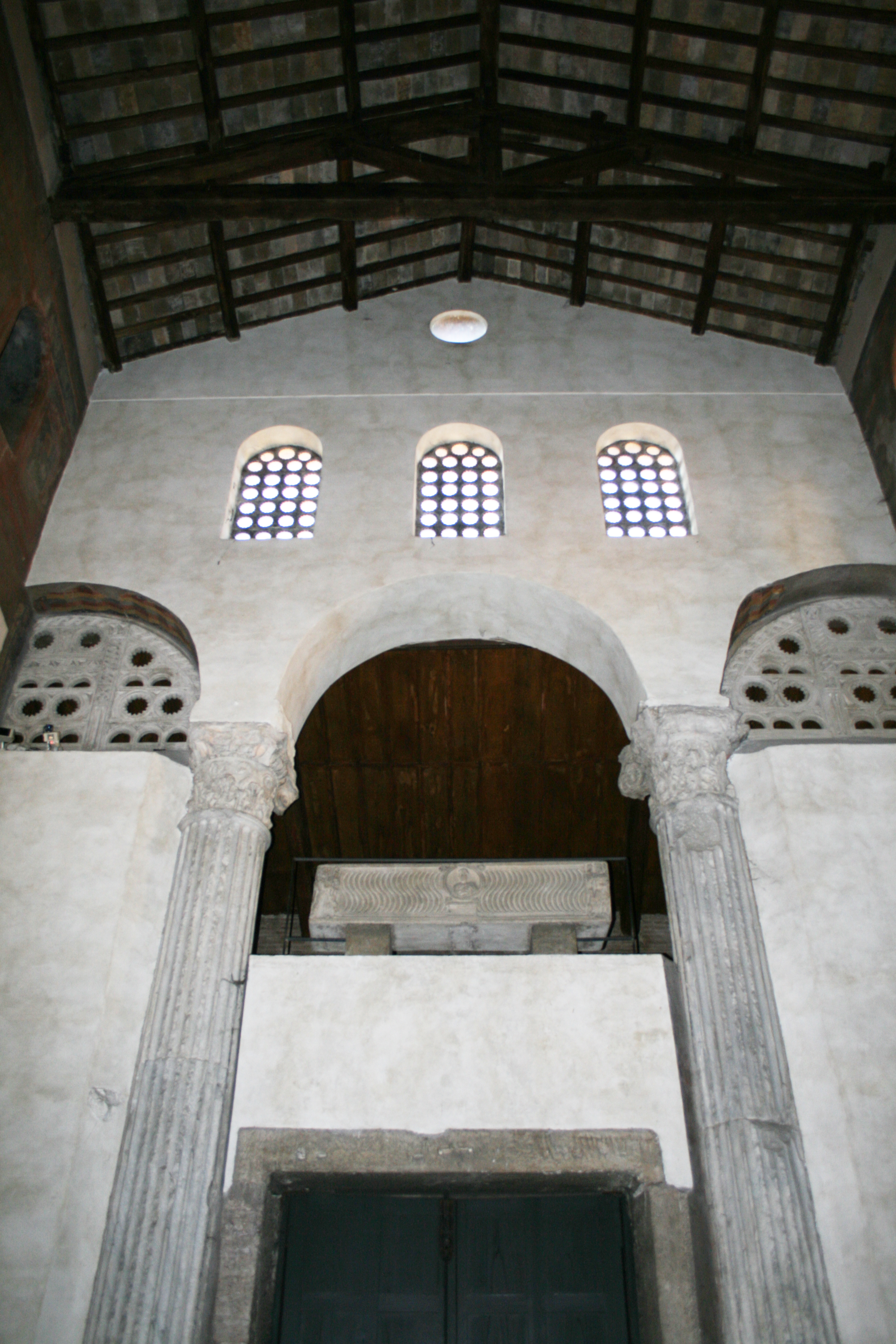
곡물 관리소(statio annonae)의 기둥들은 현재 로마 산타 마리아 인 코스메딘 성당의 건축물의 일부이다. 다른 관리소는 크립타 발비 근처에서 발건되었다.

공화정 시대의 대부분 기간에, 곡물 배급 감독 (cura annonae)은 조영관들의 업무 중 하나였다. 안노나는 여신으로서 의인화되었고, 구제 곡물은 케레스 신전에서 분배되었다. 기원전 440년만큼 이른 시기에, 로마 원로원이 ‘프라이펙투스 안노나이’라고 불린 대단한 권한들을 지닌 특별 관리관을 임명했을 수 있다. 쿠라 안노나이의 긴급 상황은 폼페이우스의 정치 말년에 그의 영향력 및 권력의 중요한 원천이었다. 원수정 시기, 프라이펙투스 안노나이 직위는 영구적인 것이 되었고, 시민권을 부여하고 특정 의무들을 면제하는 등의 폭넓은 권한들은 도시에 곡물을 운송하는 계약을 체결한 선주들에게로 확장되었다.
로마의 물품의 상당 부분은 자유로운 시장에서 획득되었다. 로마 내 물품 가격은 변함없이 비쌌고, 따라서 상인들은 이윤을 남길 수 있을 것이다. 곡물은 또한 특정 속주들에선 세금과 동일하게 징수되었으며, 이 중의 일부는 관료와 병사들에게 분배되었고 일부는 시장 가격에 판매되었다.
티베리우스 그라쿠스는 소수의 사람들에 의한 로마 농경지 확장이 땅 없는 로마인들을 도시로 몰아냈고, 그곳에서 일자리 대신 가난을 겪게 되었다라고 주장하며, 곡물 배급은 그라쿠스 형제에게 중요한 사안이었다. 곡물 배급은 플레브스들에게 호소하던 정치 지도자들인 민중파들의 정견에서 지속적인 골자였다. 그러나 인기가 없던 그라쿠스의 법령들은 그라쿠스의 개혁들을 억제하려는 옥타비아 법(lex Octavia)과 테렌티아 타시아 법(lex Terentia Cassia) 등의 보다 보수적인 법령들로 이어졌다.
곡물 가격은 시칠리아 속주가 반복적으로 폭동이 일어나서 가격이 지나치게 오를 때마다, 주요 안건이 되었다. 곡물 가격을 낮추는 것은 급진 민중파 사투르니누스의 중요한 정치적 발판이 되기도 하여, 그는 이례적으로 세 차례나 호민관에 당선되었다.
'알리멘타'의 감독에 대한 공식 책임자는 쿠라토르 알리멘토룸(Curator alimentorum)이었다. 제정 시절에 이 직위는 집정관 직을 앞둔 원로원 계급의 엘리트들로 채워지면서 중요한 행정직이 되었다. 마지막으로 이 직책을 맡은 것으로 알려진 자는 티투스 플라비우스 포스투미우스 퀴에투스로, 270년대 초에 맡았던 것으로 추정한다.
후대에 황제들은 민중들을 먹여 살리는 데에 무료 혹은 많은 보조금이 지원된 곡물을 사용했다. 검투 경기 및 다른 오락거리들과 더불어 곡물 배급의 정치적 사용은 마치 로마시의 시민들이 무료 곡물으로 먹고 살고 오락거리(실제로 전차 경기는 1년에 평균 단 17일, 검투 경기는 5-7일이 열렸다),를 보러 가는 것외에는 아무것도 하지 않은 것처럼 한, 유베날리스 (생애: 60-140년)의 신랄한 풍자 시 중 하나에서 '빵과 서커스'라는 말을 나타나게 하였다. 안노나이 제도는 시간이 지날수록 더욱 복잡해졌다.
3세기 동안의 화폐의 평가절하와 함께, 징수와 재분배라는 복잡한 운용을 통하여 로마군은 3세기부터 급료와 더불어 보급품들(annonae)을 지급받았다. 보급품들을 지불하는 데 있어 국가의 역할은 국가 통합과 힘의 중심적인 특징이었고, “5세기에 이러한 국가 기능의 정지는 도시 로마에 대한 곡물 수요의 종말처럼 제국의 경제적 붕괴로 이끄는 주요한 요소였다.”

## 같이 보기
- 알리멘타
- 빵과 서커스

### 참고 문헌
- Garnsey, P. (1989). 《Famine and Food Supply in the Graeco-Roman World: Responses to Risk and Crisis》. History e-book project. Cambridge University Press. ISBN 978-0-521-37585-6.